# Vladyslav Sendecki

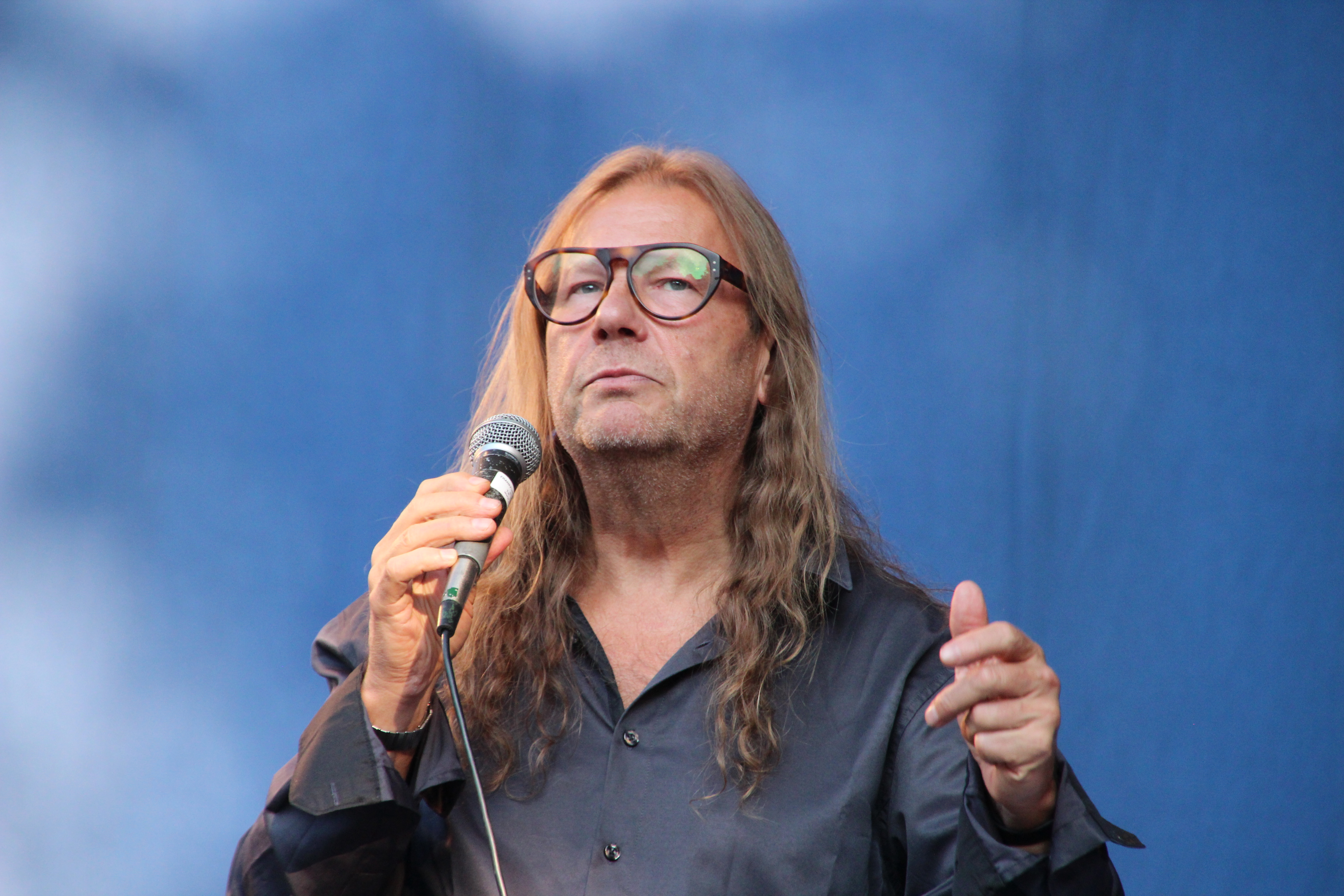
Vladyslav Sendecki (2018)

Vladyslav Sendecki (* 17. Januar 1955 in Gorlice) ist ein polnischer Jazz-Pianist (in polnischer Schreibweise: Władysław Sendecki, auf einigen Alben erscheint er auch als Vladislav Sendecki).

## Leben und Wirken
Sendecki wuchs in Krakau auf. Erst während des klassischen Musikstudiums am Frédéric-Chopin-Konservatorium (Fryderyk-Chopin-Musikakademie) und an der Musikakademie Krakau entdeckte Sendecki den Jazz. Gemeinsam mit Jarosław Śmietana gründete er 1974 die Rockjazz-Band Extra Ball, die bald die führende polnische Gruppe in diesem Genre war. Zwischen 1977 und 1980 leitete er zudem Sunship (mit Zbigniew Jaremko, Henryk Miśkiewicz und Vitold Rek). Daneben spielte er in Zbigniew Namysłowskis Air Condition und mit den Novi Singers. 1981 siedelte er aus politischen Gründen in die Schweiz um und startete von dort aus ab 1982 im Duo/Trio mit Michał Urbaniak und Urszula Dudziak und zwischen 1983 und 1986 mit Leszek Zadlos Polski Jazz Ensemble (mit Bronisław Suchanek und Janusz Stefański) eine internationale Karriere. Er spielte unter anderem mit Klaus Doldingers Passport, David Gilmour, Mike Oldfield, Cher, Billy Cobham, Michael und Randy Brecker, Maria Schneider, Ray Anderson, Peter Herbolzheimer, Larry Coryell, Janusz Muniak, Didier Lockwood,  Tomasz Stanko, Victor Bailey, Buster Williams, Lenny White, Joe Henderson, Lew Soloff, Biréli Lagrène und Jaco Pastorius, Charlie Mariano, Arild Anderson, Markus Stockhausen, Al Jarreau, Bobby McFerrin, Till Brönner.
Von 1996 bis 2020 war Sendecki Pianist der NDR Bigband. Mit Gerry Brown, Detlev Beier und Ingolf Burkhardt gründete er das Hamburg Jazz Quartet. 2009 gründete er gemeinsam mit seiner Frau, der Schauspielerin Angélique Duvier, ein Lyrik & Jazz Ensemble, sie stehen mit Projekten wie „Ein polnischer Traum“ „Joseph Freiherr von Eichendorff“ und „Chopin“ auf der Bühne. Mit Andrzej Olejniczak gründete er das „European Blue Note Quartet“; außerdem ist er Gründer des Motion Ensembles of Hamburg. Er spielt weiterhin im Trio Sendecki, Nils Petter Molvaer, Mino Cinelu, im Duo Sendecki/Spiegel und im Duo Sendecki/Ballard.

## Ehrungen und Auszeichnungen

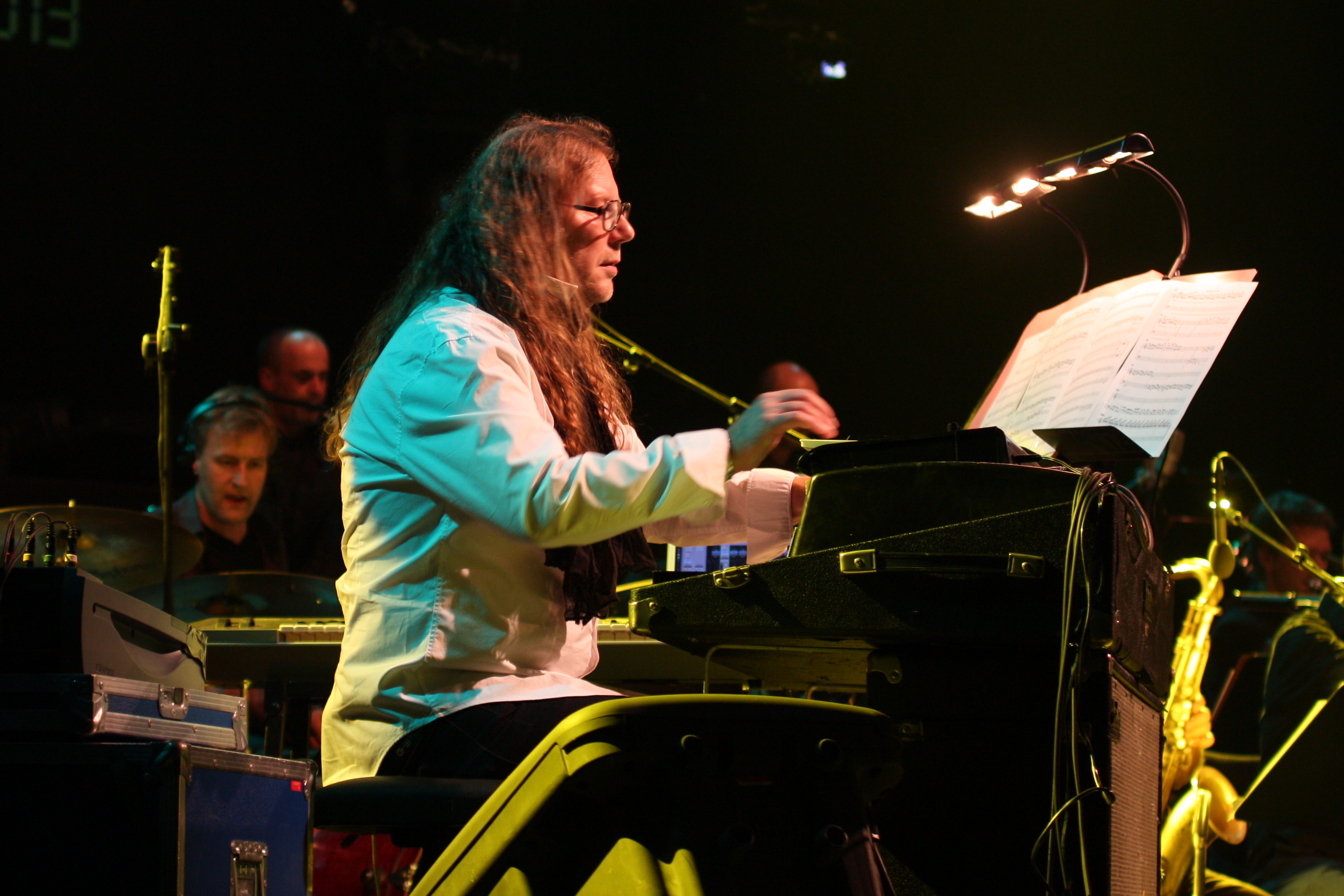
Vladyslav Sendecki (Deutsches Jazzfestival 2013)

2011 erhielt Sendecki den Hamburger Jazzpreis. 2015 wurde er mit der Gloria-Artis-Medaille, der höchsten künstlerischen Auszeichnung der Republik Polen, geehrt. 2017 wurde er Ehrenbürger der Stadt Gorlice.

## Diskographie (Auswahl)
- Recital (1983) (mit Michał Urbaniak)
- Men from Wilnau (Antilles Records 1988)
- Songs for Poland (mit Michał Urbaniak)
- Burning Circuits mit  Urszula Dudziak & Michał Urbaniak
- Haunted (MCA 1994)
- Seelenlandschaften (1999) (Joachim-Ernst Berendt, Krzysztof Zgraja, Philip Catherine, wiederveröffentlicht bei JARO)
- Like a Bird (2000)
- A Tribute to Raymond Scott (2005)
- Piano (Provocateur 2007)
- Electric Treasures mit Markus Stockhausen, Arild Andersen, Patrice Héral, Vladislav Sendecki (Aktivraum 2008)
- Solo Piano at Schloss Elmau (ACT 2010)
- Vladyslav Sendecki/Atom String Quartet Le Jardin Oublié / My Polish Heart (Neuklang 2018)
- Two in the Mirror (2019)
- Sendecki/Spiegel Solace (Skip Records 2022)[8]